# Kelly Armstrong
Ne doit pas être confondu avec Kelley Armstrong.
Pour les articles homonymes, voir Armstrong.
Kelly Armstrong, né le 8 octobre 1976 à Dickinson (Dakota du Nord), est un homme politique américain, membre du Parti républicain. Il est élu du Dakota du Nord à la Chambre des représentants des États-Unis de 2019 à 2024, puis gouverneur du Dakota du Nord depuis 2024.

## Biographie
Kelly Armstrong poursuit ses études à l'université du Dakota du Nord où il obtient un baccalauréat universitaire en psychologie en 2001 suivi d'un diplôme en droit deux ans plus tard.
Il est sénateur du Dakota du Nord à partir de décembre 2012 et président du Parti républicain du Dakota du Nord de 2015 à 2018. Le 6 novembre 2018, il est élu représentant de son État au Congrès en obtenant 60,2 % des voix et démissionne de son mandat au Sénat du Dakota du Nord le lendemain.
Il entre en fonction le 3 janvier 2019 lors de l'ouverture du 116e congrès. Il succède à Kevin Cramer, élu sénateur. Il est réélu le 3 novembre 2020 avec 68,96 % des voix et de nouveau le 8 novembre 2022 avec 62,2 % des voix.
Le 23 janvier 2024, un jour après que le gouverneur républicain du Dakota du Nord Doug Burgum ait annoncé ne pas se présenter à un troisième mandat dans le cadre des élections de 2024, il annonce sa candidature. Soutenu par Donald Trump, il remporte en juin la primaire républicaine contre la lieutenant-gouverneur Tammy Miller, soutenue par le gouverneur sortant. Le 5 novembre 2024, il est largement élu gouverneur lors de l'élection générale contre le sénateur d'État démocrate Merrill Piepkorn.